# TŻ Ostrovia
TŻ Ostrovia (występuje pod nazwą Moonfin Malesa Ostrów Wlkp.) – polski klub żużlowy z Ostrowa Wielkopolskiego.
Kontynuator tradycji żużlowych w Ostrowie Wielkopolskim.
Pod koniec 2015 roku powstało stowarzyszenie Towarzystwo Żużlowe Ostrovia, natomiast pod koniec 2016 spółka TŻ Ostrovia SA, która przystąpiła do rozgrywek ligowych w sezonie 2017. W sezonie 2018 Ostrovia uzyskała awans do I ligi po wygraniu baraży z Polonią Piła, natomiast w sezonie 2021 uzyskała, po 23 latach od ostatniego meczu Iskry Ostrów Wielkopolski w najwyższej klasie rozgrywkowej w sezonie 1998, awans do Ekstraligi po wygraniu finału o mistrzostwo I ligi z Wilkami Krosno.

## Poszczególne sezony
| Sezon | Rozgrywki ligowe | Rozgrywki ligowe | Rozgrywki ligowe | Uwagi                    |
| Sezon | Liga             | Liga             | Miejsce          | Uwagi                    |
| ----- | ---------------- | ---------------- | ---------------- | ------------------------ |
| 2017  | III              | II liga          | 3/7              |                          |
| 2018  | III              | II liga          | 2/7              | Wygrane baraże o awans   |
| 2019  | II               | I liga           | 2/7              | Przegrane baraże o awans |
| 2020  | II               | I liga           | 6/8              |                          |
| 2021  | II               | I liga           | 1/8              |                          |
| 2022  | I                | Ekstraliga       | 8/8              |                          |
| 2023  | II               | I liga           | 4/8              |                          |
| 2024  | II               | 2. Ekstraliga    | 3/8              |                          |

| Poziom ligowy | Liczba sezonów | Sezony               |
| ------------- | -------------- | -------------------- |
| I             | 1              | 2022                 |
| II            | 5              | 2019–2021, 2023–2024 |
| III           | 2              | 2017–2018            |

## Osiągnięcia

### Krajowe
Poniższe zestawienia obejmują osiągnięcia klubu oraz indywidualne osiągnięcia zawodników w rozgrywkach pod egidą PZM, GKSŻ oraz Ekstraligi.

#### Mistrzostwa Polski
Drużynowe mistrzostwa Polski juniorów
- 3. miejsce (2): 2021, 2022

Młodzieżowe mistrzostwa Polski par klubowych
- 3. miejsce (3): 2022, 2023, 2025

#### Pozostałe
Srebrny Kask
- 2. miejsce (1):
  - 2025 – Paweł Sitek

Brązowy Kask
- 1. miejsce (1):
  - 2022 – Jakub Krawczyk
- 2. miejsce (1):
  - 2020 – Sebastian Szostak

Ekstraliga U24
- 1. miejsce (1): 2022
- 3. miejsce (1): 2023

### Międzynarodowe
Poniższe zestawienia obejmują osiągnięcia klubu oraz indywidualne osiągnięcia zawodników krajowych (w zawodach drużynowych, par i indywidualnych) i zagranicznych (w zawodach indywidualnych) w rozgrywkach pod egidą FIM oraz FIM Europe.

#### Mistrzostwa Europy
Mistrzostwa Europy par juniorów
- 1. miejsce (1):
  - 2023 –  Jakub Krawczyk

## Zawodnicy

### Kadra drużyny
Stan na 30 lipca 2025
| Kat.                                                   | Nar.              | Fed.              | Żużlowiec           | DMP (2SE) | DMPJ | Uwagi                                     |
| ------------------------------------------------------ | ----------------- | ----------------- | ------------------- | --------- | ---- | ----------------------------------------- |
| S                                                      | Stany Zjednoczone | Stany Zjednoczone | Luke Becker         | T         |      |                                           |
| S                                                      | Szwecja           | Szwecja           | Oliver Berntzon     | T         |      |                                           |
| S                                                      | Dania             | Dania             | Frederik Jakobsen   | T         |      |                                           |
| S                                                      | Dania             | Dania             | Nicolai Klindt      |           |      | Wypożyczony do H69 Speedway Rzeszów       |
| S                                                      | Polska            | Polska            | Norbert Krakowiak   | T         |      |                                           |
| S                                                      | Polska            | Polska            | Grzegorz Walasek    | T         |      | Wypożyczony z Kolejarza Opole             |
| U24                                                    | Wielka Brytania   | Wielka Brytania   | Anders Rowe         | T         |      | Wypożyczony z KS-u Toruń                  |
| U24                                                    | Polska            | Polska            | Sebastian Szostak   | T         |      |                                           |
| U19                                                    | Polska            | Polska            | Filip Seniuk        | T         | T    |                                           |
| U19                                                    | Polska            | Polska            | Gracjan Szostak     |           | T    | Wypożyczony do ZKŻ-u Zielona Góra         |
| U17                                                    | Polska            | Polska            | Franciszek Dymowski | T         | T    |                                           |
| U17                                                    | Polska            | Polska            | Tobiasz Potasznik   | T         | T    |                                           |
| U17                                                    | Polska            | Polska            | Paweł Sitek         | T         | T    |                                           |
| U16                                                    | Polska            | Polska            | Nikodem Łuczak      |           | T    | Do 27 marca 2026 tylko zawody młodzieżowe |
| „” oznacza, że zawodnik został zgłoszony do rozgrywek. |                   |                   |                     |           |      |                                           |